# 1797 Schaumasse
1797 Schaumasse este un asteroid din centura principală, descoperit pe 15 noiembrie 1936, de André Patry.